# Michelle Ford
Michelle Jan Ford (Sydney, 15 de julho de 1962) é uma nadadora australiana, ganhadora de duas medalhas em Jogos Olímpicos.
Ela foi a única nadadora não-soviética a conquistar uma medalha de ouro individual nos Jogos Olímpicos de 1980, marcados pelo boicote. Ela também estabeleceu dois recordes mundiais em sua carreira, e foi a primeira mulher australiana a ganhar medalhas olímpicas individuais em duas provas diferentes.
Ford, a terceira de quatro filhos, cresceu à beira-mar, familiarizada com a água, como seu pai Ian, um dentista, por pouco não foi para as Olimpíadas como um velejador. Depois de aprender a nadar aos 6 anos, ela saiu em manchetes nacionais quando nadou nas 100 jardas livres em 61,5s, aos 12 anos de idade, o tempo mais rápido já definido por um nadador de sua idade.
Em janeiro de 1976, em um campeonato em New South Wales, na piscina do Norte Sydney, ela quebrou seis recordes estaduais e três nacionais aos 13 anos de idade, dois dos quais já tinham sido detidos pela medalhista tríplice de ouro olímpico Shane Gould. Ela passou a competir no Campeonato da Austrália, onde ganhou os 200 metros borboleta, apesar de ter apenas 1,40 m de altura, estabelecendo outro recorde nacional no processo. Conseguiu vaga para os 200 metros livres e 200 m borboleta para os Jogos Olímpicos de Verão de 1976 em Montreal. Ela foi eliminada nas semifinais.
Após as Olimpíadas, Ford foi concluir seus estudos na St George Girls High School. Seguindo o conselho de seu treinador, ela começou a concentrar-se no nado livre, e em 1977 estabeleceu o recorde australiano nos 400 metros livres, antes de mais um recorde nacional nos 800 m. No ano seguinte, em 1978, quebrou o recorde mundial dos 800 metros livres de Petra Thumer da Alemanha Oriental, fazendo 8m35s04 e baixando seu próprio recorde nacional por 10 segundos. Ela também estabeleceu um novo recorde australiano nos 200 m borboleta. Quinze dias depois, Ford baixou o recorde para 8m31s30, mas não durou muito tempo. Em 1978, Tracey Wickham baixou o recorde mundial para 8m30s53, e derrotou Ford nos 200 m e 400 m também.
Nos Jogos da Commonwealth de 1978 em Edmonton, Ford nados os 800m em 8m2s62, apenas para descobrir que Wickham tinha quebrado o recorde mundial com o tempo de 8m24s62, relegando-a à prata. Ford foi prata nos 400 metros livres também, enquanto que no evento de 200 m, tiveram que se contentar com a prata e o bronze, respectivamente. Ela ganhou o ouro nos 200 m borboleta e um bronze no revezamento 4x100 m nado livre.
Em 1979, Ford não participou do Campeonato Australiano, a fim de se concentrar em seu último ano do ensino médio, deixando Wickham ganhar facilmente os 200 m, 400 m e 800 m livre. Ela se mudou para Nashville, no Tennessee, Estados Unidos para treinar e competir em Don Talbot no circuito interno americano. Ford venceu os 800 m e os 1 500 m, e ficou em segundo lugar nos 200 m e 400 m livres atrás de Wickham no Campeonato Australiano de 1980, sendo selecionada para as Olimpíadas de Moscou 1980. Wickham depois se retirou, sob pressão pública do Governo da Austrália, em particular do primeiro-ministro Malcolm Fraser, o patrono do Comitê Olímpico Australiano, para boicotar os Jogos, em protesto contra a invasão da União Soviética no Afeganistão.
Ford competiu nos 200 m borboleta, e 400 m e 800 m livre. Nos 400 metros livres, terminou em quarto. Nos 200 m borboleta, ela se qualificou como a mais rápida, mas na final, as alemãs do leste viraram o jogo, e Ford foi bronze. Nos 800 m livre, Ford tinha qualificado atrás de outra alemã oriental, Ines Diers. Ford teve um início lento, encontrando-se em sétimo lugar na marca dos 100 m antes de arrebatar a liderança de Diers e vencer a prova.
Depois de voltar para a Austrália, Ford tentou quebrar a barreira de 16 m nos 1 500 m livre, mas não conseguiu. Frustrada, ela se aposentou da natação em 1981.
Voltou nove meses mais tarde, em 1982. Foi treinar nos Estados Unidos  antes de participar dos Jogos da Commonwealth de 1982. Nos Jogos de Brisbane, colhia ouro e prata nos 200 m borboleta e 800 metros livres, respectivamente.
Em 1983, Ford aceitou uma bolsa de estudos na Universidade do Sul da Califórnia em Los Angeles, e iniciou uma licenciatura em comunicação, enquanto treinava para os Jogos Olímpicos de Los Angeles, em 1984. A União Australiana de Natação havia mudado a política de seleção de modo que os dois primeiros em cada evento seriam selecionados para a Olimpíada, e quando retornou Ford estava com sobrepeso e nadou mal, ficando de fora dos Jogos. Mais tarde, ela nadou mais rápido do que no Campeonato Australiano, mas nada mudou, o que forçou sua aposentadoria.